# Ligue européenne féminine de volley-ball 2010
Navigation
2009 2011
La deuxième Ligue européenne féminine de volley-ball se déroule du 5 juin au 25 juillet 2010. La phase finale se dispute à Ankara (Turquie) les 24 et 25 juillet 2010.

## Équipes participantes
- Bulgarie
- Grèce
- Israël
- Grande-Bretagne
- Roumanie
- Serbie
- Espagne
- Turquie

## Tour préliminaire

### Composition des groupes
| Poule A                                  | Poule B                      |
| ---------------------------------------- | ---------------------------- |
| Bulgarie Grande-Bretagne Roumanie Serbie | Grèce Israël Espagne Turquie |

### Poule A
| # | Équipe          | Pts | J  | G  | P  | Sp | Sc | Ratio | Pp  | Pc  | Ratio |
| - | --------------- | --- | -- | -- | -- | -- | -- | ----- | --- | --- | ----- |
| 1 | Serbie          | 23  | 12 | 11 | 1  | 34 | 6  | 5.667 | 969 | 775 | 1.25  |
| 2 | Bulgarie        | 21  | 12 | 9  | 3  | 30 | 12 | 2.5   | 988 | 877 | 1.127 |
| 3 | Roumanie        | 16  | 12 | 4  | 8  | 13 | 25 | 0.52  | 829 | 869 | 0.954 |
| 4 | Grande-Bretagne | 12  | 12 | 0  | 12 | 2  | 36 | 0.056 | 682 | 947 | 0.72  |

### Poule B
* Les quatre matchs entre la Turquie et Israël ont été annulés par le Comité exécutif de la CEV à cause des tensions politiques entre les deux pays.

| # | Équipe  | Pts | J  | G | P  | Sp | Sc | Ratio | Pp   | Pc   | Ratio |
| - | ------- | --- | -- | - | -- | -- | -- | ----- | ---- | ---- | ----- |
| 1 | Turquie | 21  | 12 | 9 | 3  | 29 | 14 | 2.071 | 858  | 739  | 1.161 |
| 2 | Israël  | 20  | 12 | 8 | 4  | 27 | 16 | 1.688 | 863  | 827  | 1.044 |
| 3 | Espagne | 18  | 12 | 6 | 6  | 23 | 23 | 1     | 1000 | 1011 | 0.989 |
| 4 | Grèce   | 13  | 12 | 1 | 11 | 9  | 35 | 0.257 | 889  | 1033 | 0.861 |

## Phase finale

### Tableau
|  | Demi-finales                            | Demi-finales                |                        |   | Finale                            | Finale                            |
|  | Demi-finales                            | Demi-finales                |                        |   | Finale                            | Finale                            |
|  |                                         |                             |                        |   |                                   |                                   |
|  | 24-07-10, 20-25 12-25 21-25             | 24-07-10, 20-25 12-25 21-25 |                        |   | 25-07-10, 25-20 25-20 16-25 25-22 | 25-07-10, 25-20 25-20 16-25 25-22 |
|  | 24-07-10, 20-25 12-25 21-25             | 24-07-10, 20-25 12-25 21-25 |                        |   | 25-07-10, 25-20 25-20 16-25 25-22 | 25-07-10, 25-20 25-20 16-25 25-22 |
|  | Israël                                  | 0                           |                        |   | 25-07-10, 25-20 25-20 16-25 25-22 | 25-07-10, 25-20 25-20 16-25 25-22 |
|  | Israël                                  | 0                           |                        |   | 25-07-10, 25-20 25-20 16-25 25-22 | 25-07-10, 25-20 25-20 16-25 25-22 |
|  | Serbie                                  | 3                           |                        |   | 25-07-10, 25-20 25-20 16-25 25-22 | 25-07-10, 25-20 25-20 16-25 25-22 |
|  | Serbie                                  | 3                           | Serbie                 | 3 |                                   |                                   |
|  | 24-07-10, 19-25 17-25 25-11 25-23 13-15 |                             | Serbie                 | 3 |                                   |                                   |
|  |                                         | Bulgarie                    | 1                      |   |                                   |                                   |
|  | Turquie                                 | Bulgarie                    | 1                      | 2 |                                   |                                   |
|  | Turquie                                 |                             |                        | 2 |                                   |                                   |
|  | Bulgarie                                | 3                           |                        |   |                                   |                                   |
|  | Bulgarie                                | 3                           | Match pour la 3e place |   |                                   |                                   |
|  |                                         |                             |                        |   |                                   |                                   |
|  | 25-07-10, 19-25 23-25 15-25             |                             |                        |   |                                   |                                   |
|  |                                         |                             |                        |   |                                   |                                   |
|  | Israël                                  | 0                           |                        |   |                                   |                                   |
|  | Israël                                  | 0                           |                        |   |                                   |                                   |
|  | Turquie                                 | 3                           |                        |   |                                   |                                   |
|  | Turquie                                 | 3                           |                        |   |                                   |                                   |

## Classement final
| Place              | Équipe          |
| ------------------ | --------------- |
| Médaille d'or      | Serbie          |
| Médaille d'argent  | Bulgarie        |
| Médaille de bronze | Turquie         |
| 4                  | Israël          |
| 5                  | Espagne         |
| 6                  | Roumanie        |
| 7                  | Grèce           |
| 8                  | Grande-Bretagne |

## Distinctions individuelles
- MVP : Jelena Nikolić
- Meilleure marqueuse : Neslihan Darnel
- Meilleure attaquante : Jovana Brakočević
- Meilleure serveuse : Strashimira Filipova
- Meilleure contreuse : Eda Erdem
- Meilleure libero : Mariya Filipova
- Meilleure passeuse : Maja Ognjenović
- Meilleure réceptionneuse : Jelena Nikolić

## Galerie

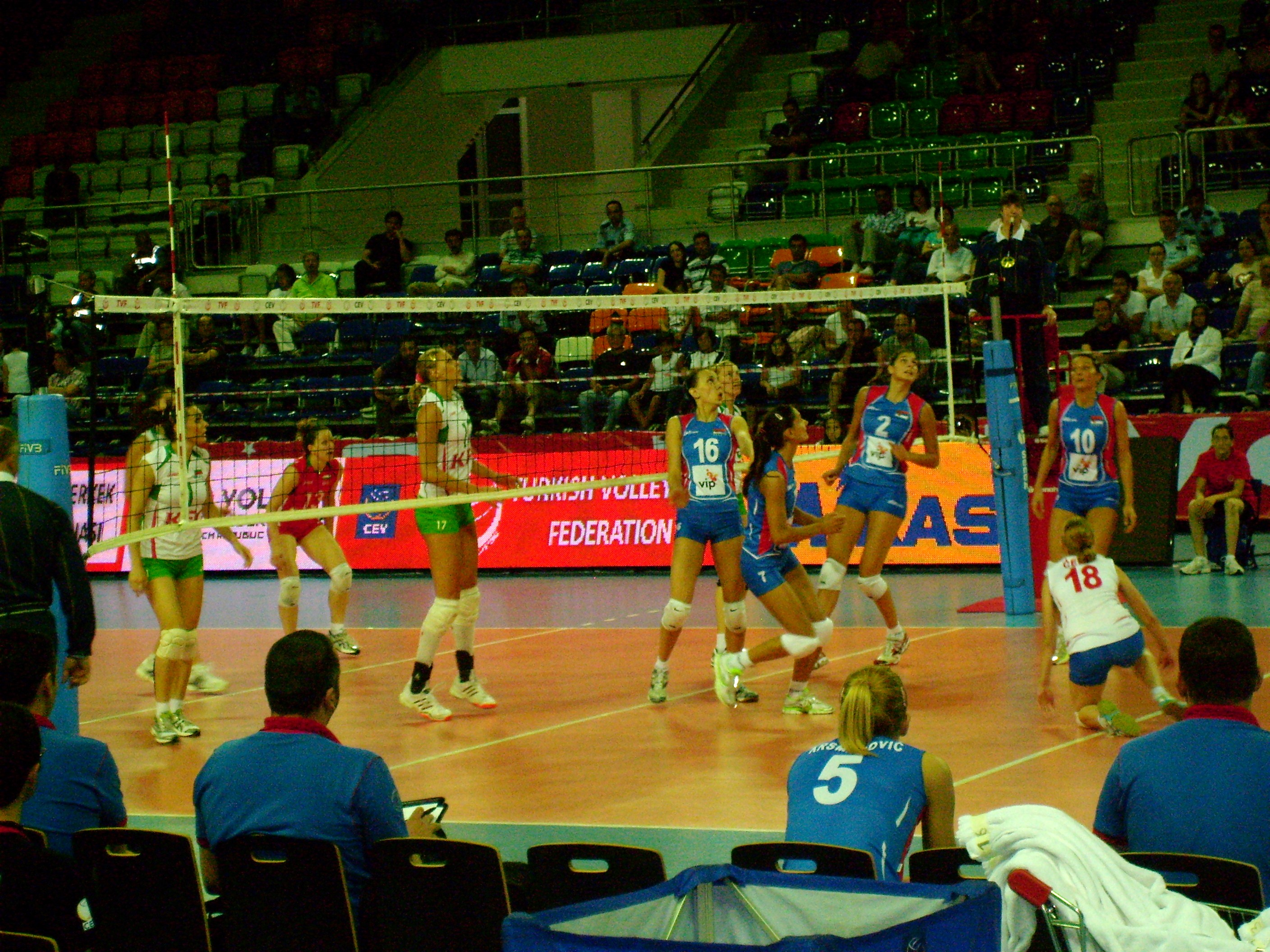
Finale Serbie - Bulgarie (1).
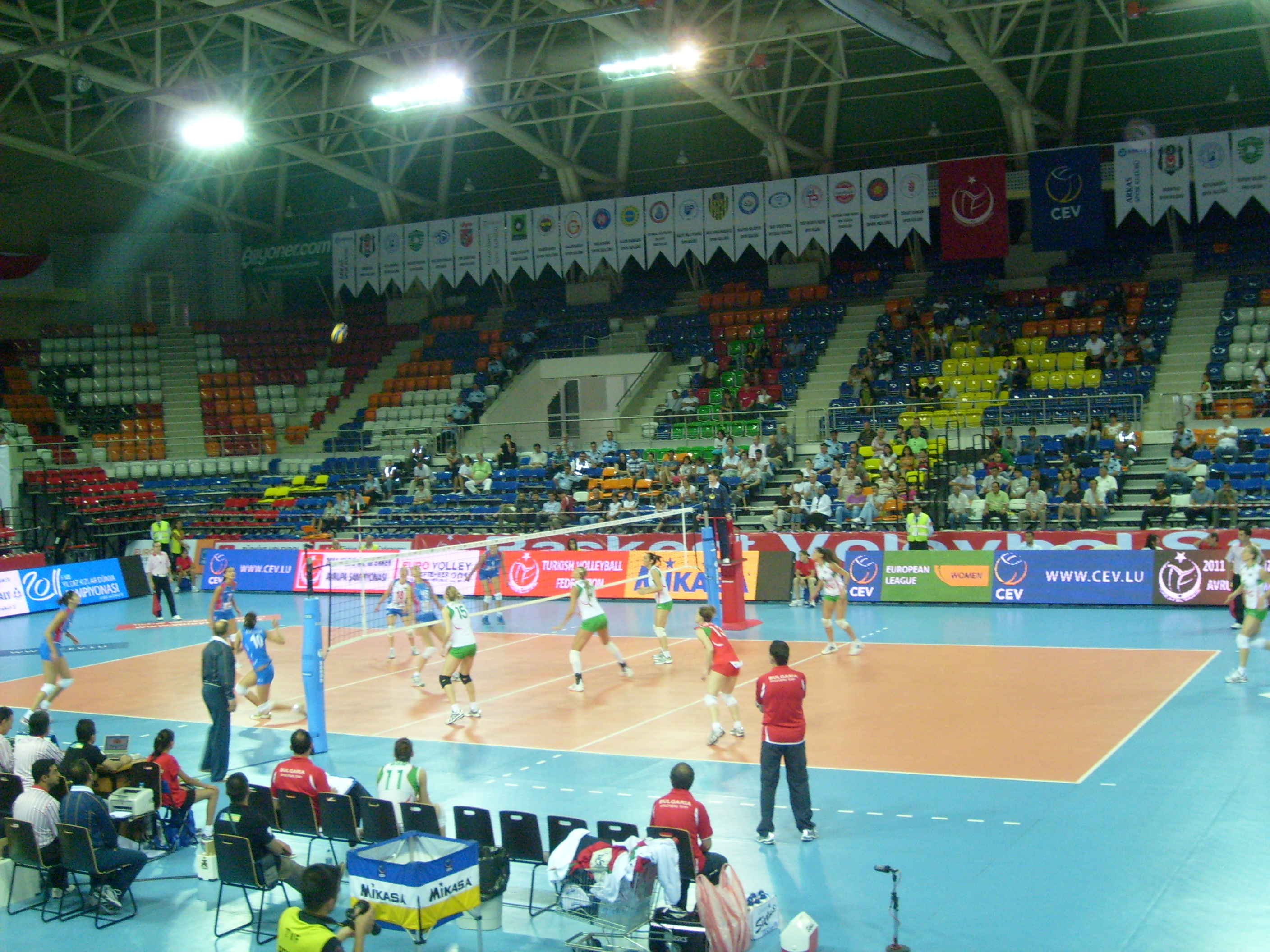
Finale Serbie - Bulgarie (2).
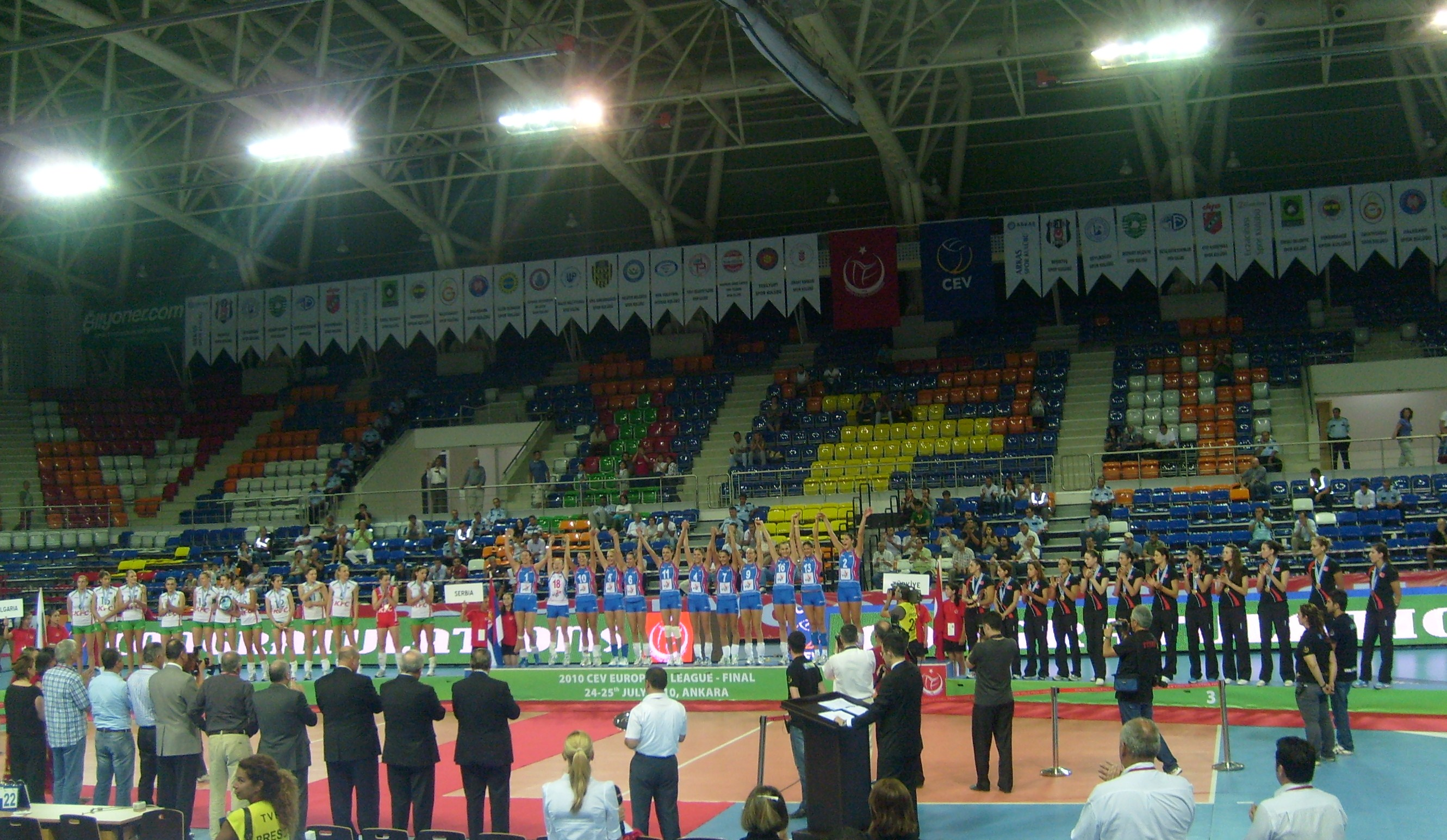
Cérémonie de remise des médailles et du trophée.